# Castello di Tiorre
Das Castello di Tiorre ist eine abgegangene mittelalterliche Höhenburg in der kleinen Siedlung Tiorre, einer Fraktion von Langhirano in der italienischen Region Emilia-Romagna.

## Geschichte
Die Burg ließ vermutlich in der ersten Hälfte des 11. Jahrhunderts die Familie von Attone „de Comitatu Parmensi“, eine Familie von Grafen oder reichen Militärs, die aus Parma oder seiner unmittelbaren Nachbarschaft kam, errichten. 1409 unterzeichnete die Enkelin Gisla, die Tochter von Arduino und Witwe von Rolando, in der Burg den Schenkungsakt an das Domkapitel von Parma, betreffend die Gebiete Palasone und Viarolo.
1091 war das Gebäude von Aslasia, der Tochter von Alberto, einem Zöllner von Parma, die einige Güter der Peterskirche in Parma und dem dortigen Dom schenkte.
Später gelangte die Festung unter die direkte Kontrolle der Stadt Parma, wie durch ein Statut von 1258 belegt wird, in dem die Pflanzung von Olivenbäumen auf dem Gelände um die Burg angeordnet wird.
Anfang des 14. Jahrhunderts nahmen die Scorzas die Burg in Besitz. 1316 beherbergte Cabrietto Scorza dort Giberto III. da Correggio nach seiner Vertreibung aus Parma, aber im folgenden Jahr legten die Truppen Parmas die Festung unter Belagerung und zwangen den Eigentümer zur Aufgabe. Die Burg, die der Stadt Parma zurückgegeben wurde, wurde in Brand gesteckt. Die Mauern und die kleine Siedlung wurden vollständig zerstört, nur der Bergfried blieb stehen.
Während des Streites zwischen den Terzis und den Rossis in den allerersten Jahren des 15. Jahrhunderts brachten sich letztere in den Besitz des Lehens und ließen dort eine Festung errichten. 1405 belagerte Giacomo Terzi nach der Eroberung der Burgen von Mamiano, Pariano und Lesignano auch die Festung der Rossis in Tiorre und eroberten sie. Die Situation kehrte sich vier Jahre später, nach der Ermordung von Ottobuono Terzi um: Seine Gattin und sein Bruder Giacomo flüchteten sich auf das Castello di Guardasone und schickten eine Handvoll Pioniere, um die Festung von Tiorre bise auf die Grundmauern niederzureißen, weil sie fürchteten, sie zu verlieren. Am Tag darauf profitierten die Rossis von der teilweisen Zerstörung, nahmen sie wieder in Besitz und befestigten sie.
1415 investierte der Kaiser des Heiligen Römischen Reiches, Sigismund, Pier Maria I. de’ Rossi offiziell in das Lehen; Dieser erhielt 1425 eine Bestätigung seiner Investitur auch vom Herzog von Mailand, Filippo Maria Visconti.
1465 vermachte Pier Maria II. de’ Rossi in seinem Testament Tiorre seinem unehelichen Sohn Ottaviano, der aber vor seinem Vater starb, dem Herzog Galeazzo Maria Sforza 1470 die Investitur in sein Lehen bestätigte.
Während des Krieges der Rossis fiel die Burg, die damals bereits eine Ruine war, in die Hände der Mailänder und 1482 gab sie Ludovico il Moro an die Stadt Parma zurück, die wieder den Besitz daran beanspruchte.
In den folgenden Jahrzehnten verfiel die Burg schließlich ganz und wurde vollständig aufgegeben. San Michele Tiorre wurde Sitz der feudalen Rechtsprechung, die neben Tiorre auch die Siedlungen Barbiano, Paderno und San Michele Gatti umfasste. Das Lehen wurde Ende des 16. Jahrhunderts von den Farneses an Graf Cosimo Masi vergeben, der im Jahre 1600 verstarb und all seine Besitztümer, aber auch seine riesigen Schulden, seinem Sohn Giovan Battista überließ. Letzterer war also 1604 gezwungen, die Rechte und Güter an Gian Antonio und Lelio Sozzi zu verkaufen.
Später verloren sich von der alten Burg, die vermutlich auf einem Hügel in der Nähe der alten Kirche von Tiorre stand, auch die letzten Spuren.